# 2-dehidropantolakton reduktaza (A-specific)
2-dehidropantolakton reduktaza (A-specific) (EC 1.1.1.168, 2-oksopantoil laktonska reduktaza, ketopantoil laktonska reduktaza, 2-ketopantoil laktonska reduktaza, 2-dehidropantoil-laktonska reduktaza (A-specifična)) je enzim sa sistematskim imenom (R)-pantolakton:NADP+ oksidoreduktaza (A-specifična). Ovaj enzim katalizuje sledeću hemijsku reakciju
()-pantolakton + + {\displaystyle \rightleftharpoons } 2-dehidropantolakton + +
Enzim iz kvasca se razlikuje od enzima iz Escherichia coli (EC 1.1.1.214, 2-dehidropantolakton reduktaza (B-specifična)), koji je specifičan za B-stranu NADP+, i u pogledu receptorskih zahteva od EC 1.1.99.26, 3-hidroksicikloheksanonske dehidrogenaze.

## Literatura
- Nicholas C. Price; Lewis Stevens (1999). Fundamentals of Enzymology: The Cell and Molecular Biology of Catalytic Proteins (Third изд.). USA: Oxford University Press. ISBN 019850229X.
- Eric J. Toone (2006). Advances in Enzymology and Related Areas of Molecular Biology, Protein Evolution (Volume 75 изд.). Wiley-Interscience. ISBN 0471205036.
- Branden C; Tooze J. Introduction to Protein Structure. New York, NY: Garland Publishing. ISBN 0-8153-2305-0.
- Irwin H. Segel. Enzyme Kinetics: Behavior and Analysis of Rapid Equilibrium and Steady-State Enzyme Systems (Book 44 изд.). Wiley Classics Library. ISBN 0471303097.
- William P. Jencks (1987). Catalysis in Chemistry and Enzymology. Dover Publications. ISBN 0486654605.

## Spoljašnje veze
- 2-dehydropantolactone+reductase+(A-specific) на 